# Persone di nome Jake
| Questa pagina contiene informazioni ricavate automaticamente dalle voci biografiche con l'ausilio del template Bio e di un bot. L'aggiornamento è periodico e automatico e ricostruisce completamente la pagina. Se manca una persona in questa lista, sei pregato di non aggiungerla, ma accertati piuttosto che la sua voce biografica contenga il template Bio e che i dati anagrafici siano correttamente compilati. Se il template Bio manca, inseriscilo tu stesso o, in alternativa, metti l'avviso {{tmp\|Bio}} che ne segnala la mancanza. Se i dati riportati sono sbagliati, correggi direttamente la voce biografica; le modifiche saranno visibili in questa lista entro pochi giorni. Per chiarimenti vedi il progetto antroponimi. La lista contiene solo le 118 persone che sono citate nell'enciclopedia e per le quali è stato implementato correttamente il template Bio. Pagina aggiornata al 22 lug 2025. |

Questa è una lista di persone presenti nell'enciclopedia che hanno il nome Jake, suddivise per attività principale.

## Allenatori di calcio(1)
- Jake Buxton, allenatore di calcio e ex calciatore inglese (Sutton-in-Ashfield, n. 1985)

## Arcieri(1)
- Jake Kaminski, arciere statunitense (Buffalo, n. 1988)

## Artisti marziali misti(2)
- Jake Matthews, artista marziale misto australiano (Melbourne, n. 1994)
- Jake Shields, artista marziale misto statunitense (Mountain Ranch, n. 1979)

## Attori(17)
- Jake Abel, attore statunitense (Canton, n. 1987)
- Jake T. Austin, attore statunitense (New York, n. 1994)
- Jake Borelli, attore statunitense (Columbus, n. 1991)
- Jake Dinwiddie, attore statunitense (Englewood, n. 1987)
- Jake Harders, attore inglese (Merseyside)
- Jake Lacy, attore statunitense (Greenfield, n. 1985)
- Jake Lloyd, attore statunitense (Fort Collins, n. 1989)
- Jake Manley, attore canadese (Oakville, n. 1991)
- Jake Picking, attore statunitense (Erlangen, n. 1991)
- Jake Siegel, attore statunitense (n. 1989)
- Jake M. Smith, attore statunitense (New York, n. 1984)
- Jake Steinfeld, attore e culturista statunitense (Brooklyn, n. 1958)
- Jake Thomas, attore statunitense (Knoxville, n. 1990)
- Jake Weary, attore e musicista statunitense (Trenton, n. 1990)
- Jake Weber, attore e doppiatore britannico (Londra, n. 1964)
- Jake White, attore e produttore cinematografico statunitense (Phoenix)
- Jake Wood, attore inglese (Westminster, n. 1972)

## Attori pornografici(2)
- Buck Angel, attore pornografico statunitense (Los Angeles, n. 1962)
- Jake Deckard, ex attore pornografico statunitense (New York, n. 1972)

## Calciatori(21)
- Jake Bidwell, calciatore inglese (Southport, n. 1993)
- Jake Brimmer, calciatore australiano (Melbourne, n. 1998)
- Jake Carroll, ex calciatore irlandese (Dublino, n. 1991)
- Jake Clarke-Salter, calciatore inglese (Carshalton, n. 1997)
- Jake Cooper, calciatore inglese (Ascot, n. 1995)
- Jake Daniels, calciatore inglese (Blackpool, n. 2005)
- Jake Doyle-Hayes, calciatore irlandese (Ballyjamesduff, n. 1998)
- Jake Dunwoody, calciatore nordirlandese (Glossop, n. 1998)
- Jake Forster-Caskey, calciatore inglese (Southend-on-Sea, n. 1994)
- Jake Galea, calciatore maltese (n. 1996)
- Jake Gosling, calciatore gibilterriano (Oxford, n. 1993)
- Jake Grech, calciatore maltese (Pietà, n. 1997)
- Jake Hastie, calciatore scozzese (Law, n. 1999)
- Jake Jervis, calciatore inglese (Wolverhampton, n. 1991)
- Jake Larsson, calciatore svedese (n. 1999)
- Jake Livermore, calciatore inglese (Londra, n. 1989)
- Jake McGing, ex calciatore australiano (Sydney, n. 1994)
- Jake Mulraney, calciatore irlandese (Dublino, n. 1996)
- Jake O'Brien, calciatore irlandese (Cork, n. 2001)
- Jake Rennie, calciatore grenadino (n. 1983)
- Jake Taylor, calciatore inglese (Ascot, n. 1991)

## Cantanti(8)
- Jake Burns, cantante e chitarrista britannico (Belfast, n. 1958)
- Who Is Fancy, cantante statunitense (Bentonville, n. 1991)
- Jake Hamilton, cantante e cantautore statunitense (Rancho Cucamonga, n. 1979)
- Jake Bugg, cantante, chitarrista e cantautore inglese (Nottingham, n. 1994)
- Jake Roche, cantante e attore inglese (Reigate, n. 1992)
- Jake Wesley Rogers, cantante, musicista e cantautore statunitense (Springfield, n. 1996)
- Jake Austin Walker, cantante e attore statunitense (Hickory, n. 1997)
- Jake Zyrus, cantante e attore filippino (Cabuyao, n. 1992)

## Cantautori(1)
- Jake Holmes, cantautore e chitarrista statunitense (San Francisco, n. 1939)

## Cestisti(4)
- Jake Ford, cestista statunitense (Georgetown, n. 1945 - † 1996)
- Jake Layman, cestista statunitense (Norwood, n. 1994)
- Jake O'Brien, cestista statunitense (Weymouth, n. 1989)
- Jake Pemberton, ex cestista statunitense (Highlands Ranch, n. 1996)

## Ginnasti(1)
- Jake Jarman, ginnasta britannico (Peterborough, n. 2001)

## Giocatori di beach volley(1)
- Jake Gibb, giocatore di beach volley statunitense (Bountiful, n. 1976)

## Giocatori di football americano(26)
- Jake Bailey, giocatore di football americano statunitense (Phoenix, n. 1997)
- Jake Ballard, ex giocatore di football americano statunitense (Springboro, n. 1987)
- Jake Bates, giocatore di football americano statunitense (Tomball, n. 1999)
- Jake Bequette, giocatore di football americano statunitense (Little Rock, n. 1989)
- Jake Browning, giocatore di football americano statunitense (Folsom, n. 1996)
- Jake Camarda, giocatore di football americano statunitense (Norcross, n. 1999)
- Jake Curhan, giocatore di football americano statunitense (Larkspur, n. 1998)
- Jake Delhomme, ex giocatore di football americano statunitense (Breaux Bridge, n. 1975)
- Jake Elliott, giocatore di football americano statunitense (Western Springs, n. 1995)
- Jake Ferguson, giocatore di football americano statunitense (Rapid City, n. 1999)
- Jake Fisher, giocatore di football americano statunitense (Traverse City, n. 1993)
- Jake Funk, giocatore di football americano statunitense (Gaithersburg, n. 1998)
- Jake Gervase, giocatore di football americano statunitense (Davenport, n. 1995)
- Jake Grove, ex giocatore di football americano statunitense (Johnson City, n. 1980)
- Jake Haener, giocatore di football americano statunitense (Danville, n. 1999)
- Jake Hummel, giocatore di football americano statunitense (Des Moines, n. 1999)
- Jake Kennedy, giocatore di football americano statunitense (Bellefontaine)
- Jake Knott, giocatore di football americano statunitense (Kansas City, n. 1990)
- Jake Kumerow, giocatore di football americano statunitense (Bartlett, n. 1992)
- Jake Long, ex giocatore di football americano statunitense (Lapeer, n. 1985)
- Jake Luton, giocatore di football americano statunitense (Marysville, n. 1996)
- Jake Mayon, ex giocatore di football americano statunitense (Plainfield, n. 1996)
- Jake Moody, giocatore di football americano statunitense (Commerce, n. 1999)
- Jake Parks, giocatore di football americano statunitense (Huntington Beach)
- Jake Schimenz, giocatore di football americano statunitense (Brown Deer, n. 1999)
- Jake Thomas, giocatore di football americano canadese (Douglas, n. 1990)

## Giocatori di poker(1)
- Jake Cody, giocatore di poker inglese (Rochdale, n. 1989)

## Giornalisti(1)
- Jake Tapper, giornalista, scrittore e fumettista statunitense (New York, n. 1969)

## Hockeisti su ghiaccio(2)
- Jake Gardiner, hockeista su ghiaccio statunitense (Minneapolis, n. 1990)
- Jake Muzzin, hockeista su ghiaccio canadese (Woodstock, n. 1989)

## Mezzofondisti(2)
- Jake Heyward, mezzofondista britannico (Cardiff, n. 1999)
- Jake Wightman, mezzofondista britannico (Nottingham, n. 1994)

## Modelli(1)
- Jake Davies, modello britannico (North Yorkshire, n. 1980)

## Montatori(1)
- Jake Roberts, montatore britannico (Londra, n. 1977)

## Musicisti(1)
- Jake Shimabukuro, musicista statunitense (Honolulu, n. 1976)

## Nuotatori(1)
- Jake Packard, nuotatore australiano (Penrith, n. 1994)

## Pallavolisti(2)
- Jake Hanes, pallavolista statunitense (Orland Park, n. 1998)
- Jake Langlois, pallavolista statunitense (San Jose, n. 1992)

## Piloti automobilistici(3)
- Jake Dennis, pilota automobilistico britannico (Nuneaton, n. 1995)
- Jake Hughes, pilota automobilistico britannico (Birmingham, n. 1994)
- Jake Rosenzweig, pilota automobilistico statunitense (Londra, n. 1989)

## Piloti motociclistici(1)
- Jake Dixon, pilota motociclistico britannico (Dover, n. 1996)

## Poliziotti(1)
- Jack Maple, poliziotto statunitense (n. 1952 - † 2001)

## Produttori discografici(1)
- Jake Gosling, produttore discografico, compositore e editore musicale inglese

## Registi(2)
- Jake Scott, regista britannico (Londra, n. 1965)
- Jake West, regista, montatore e sceneggiatore britannico (n. 1972)

## Rugbisti a 15(3)
- Jake Ball, rugbista a 15 britannico (Ascot, n. 1991)
- Jake Polledri, ex rugbista a 15 italiano (Bristol, n. 1995)
- Jake Schatz, rugbista a 15 australiano (Sunnybank, n. 1990)

## Sciatori alpini(2)
- Jake Gougeon, ex sciatore alpino canadese (n. 1996)
- Jake Zamansky, ex sciatore alpino statunitense (Aspen, n. 1981)

## Sciatori freestyle(1)
- Jake Mageau, sciatore freestyle statunitense (Maui, n. 1997)

## Scrittori(1)
- Jake Hinkson, scrittore statunitense (Little Rock, n. 1975)

## Skater(1)
- Jake Brown, skater australiano (Sydney, n. 1974)

## Snowboarder(3)
- Jake Burton Carpenter, snowboarder e imprenditore statunitense (New York, n. 1954 - Zurigo, † 2019)
- Jake Canter, snowboarder statunitense (Evergreen, n. 2003)
- Jake Vedder, snowboarder statunitense (Pinckney, n. 1998)

## Youtuber(1)
- Jake Paul, youtuber, attore e pugile statunitense (Cleveland, n. 1997)

## Senza attività specificata(1)
- Jake White, allenatore di rugby a 15 sudafricano (Johannesburg, n. 1963)